# Dontell Jefferson
Pour les articles homonymes, voir Jefferson.
Dontell Jefferson, né le 15 décembre 1983, à Lithonia, en Géorgie, est un joueur américain de basket-ball. Il évolue au poste de meneur et d'arrière.

## Palmarès
- All-NBDL Second Team 2009
- Champion NBA Development League 2007